# Anna Clayton
Pour les articles homonymes, voir Clayton.
Annabella Clayton, dite Anna Clayton, née en 1856 à Keith (Écosse) et morte le 3 novembre 1928 à Auxerre, est une écrivaine et traductrice britannique d'expression française.

## Biographie
Née en 1856 à Keith, dans le Banffshire, Annabella Clayton est la fille de Joseph Clayton (1816-1884), pharmacien droguiste, et d'Isabella (ou Isobel) Clayton, née Stevenson (1817-1885).
En 1865, la sœur aînée d'Anna, Josephine Clayton (1846-1916), épouse un jeune docteur en médecine français, Paul Bert. Entre les années 1870 et le début des années 1880, Anna quittera l’Écosse pour la France afin de devenir la préceptrice de ses nièces.
En 1884, Anna Clayton est remarquée en tant qu'autrice d'un roman patriotique destiné aux enfants et préfacé par son beau-frère, Amour sacré de la Patrie ! Épisode de la guerre de 1870-71 (Paris, Picard-Bernheim).
Après la mort de Paul Bert, c'est Anna qui organise et complète les manuscrits de l'ancien ministre en vue de la publication d'un ouvrage posthume, Les Colonies françaises (Paris, Charles Bayle, 1889).
En février 1889, les journaux annoncent l'union prochaine d'Anna avec Jules Gerbaud, ancien secrétaire de Paul Bert et sous-préfet de l'arrondissement de Château-Chinon. Ce projet de mariage est cependant rompu le mois suivant et Anna restera célibataire.
Anna Clayton est l'autrice de plusieurs histoires publiées dans le journal pour enfants Saint-Nicolas.
Écrivaine, Anna Clayton est également traductrice. Elle traduira notamment deux romans de son compatriote Arthur Conan Doyle, A Study in Scarlet (Une Étude en rouge), publié en 1894 dans le feuilleton du Temps sous le titre Détective amateur, et The Firm of Girdlestone (Girdlestone et Cie), publié en 1907 sous le titre Le Million de l'héritière.
Morte à Auxerre le 3 novembre 1928, elle est inhumée auprès de sa sœur et de son beau-frère dans le tombeau de Paul Bert.